# Тот, Ференц
Ференц Тот (венг. Tóth Ferenc; 8 февраля 1909 — 26 февраля 1981) — венгерский борец, призёр Олимпийских игр.

## Биография
Ференц Тот родился в 1909 году в Сегеде. С 1930 года работал в будапештской полиции.
В 1931 году Ференц Тот стал чемпионом Венгрии по правилам греко-римской борьбы, а в 1932 — по правилам вольной борьбы. В 1933 он выиграл чемпионат Европы по правилам вольной борьбы, а на чемпионате Европы 1934 года стал вторым по правилам греко-римской борьбы, и третьим — по правилам вольной. В 1935 году занял второе место на чемпионате Европы по правилам вольной борьбы. В 1936 году Ференц Тот принял участие в Олимпийских играх в Берлине, где стал 5-м в соревнованиях по правилам вольной борьбы. В 1937 году он стал чемпионом Европы по правилам вольной борьбы, а в 1939 завоевал бронзовую медаль чемпионата Европы по правилам греко-римской борьбы.
В 1946 году Ференц Тот выступил на чемпионате Европы по правилам вольной борьбы, но стал лишь 4-м. В 1947 году на чемпионате Европы по правилам греко-римской борьбы он завоевал серебряную медаль. В 1948 году на Олимпийских играх в Лондоне Ференц Тот завоевал бронзовую медаль по правилам греко-римской борьбы, а на соревнованиях по правилам вольной борьбы стал 4-м.